# Miłakowo
Miłakowo (Liebstadt fino al 1945) è un comune urbano-rurale polacco del distretto di Ostróda, nel voivodato della Varmia-Masuria.
Ricopre una superficie di 159,36 km² e nel 2004 contava 5 769 abitanti.